# Liste der Stolpersteine in Neustrelitz
Die Liste der Stolpersteine in Neustrelitz enthält alle Stolpersteine, die im Rahmen des gleichnamigen Projekts von Gunter Demnig in Neustrelitz verlegt wurden. Mit ihnen soll Opfern des Nationalsozialismus gedacht werden, die in Neustrelitz lebten und wirkten. Bisher wurden am 30. April 2012 und 4. Juni 2013 insgesamt 17 Stolpersteine an zehn Adressen verlegt.
Drei der im April 2012 verlegten Stolpersteine für Familie Burchard wurden im Juni 2012 beschädigt. Am 10. November 2013 wurde in der Neubrandenburger Straße ein Mahnmal enthüllt, das 40 ehemaligen jüdischen Einwohnern von Strelitz-Alt gewidmet ist, die Opfer des Nationalsozialismus wurden.

## Verlegte Stolpersteine
| Bild | Person, Inschrift | Adresse               | Verlegedatum  | Anmerkung |
| --- | --- | --------------------- | ------------- | --- |
| Bild gesucht Die Wikipedia wünscht sich an dieser Stelle ein Bild vom Ort mit diesen Koordinaten 53.360677 13.072132 . Motiv: zwei Stolpersteine Augustastraße 27 Falls du dabei helfen möchtest, erklärt die Anleitung , wie das geht. BW  | Hier wohnte und arbeitete Salomon Rosenthal Jg. 1866 deportiert 1942 Theresienstadt tot 17.2.1943                                                                     | Augustastraße 27      | 30. Apr. 2012 | Salomon Rosenthal wurde am 2. März 1866 in Guttstadt geboren. Seine Ehefrau verstarb an den Folgen der Gewalt der Pogromnacht. Er wurde zwangsenteignet. Am 10. November 1938 wurde er verhaftet und war bis zum 16. November 1938 im Zuchthaus Alt-Strelitz inhaftiert. Nach der Verhaftung am 11. November 1942 wurde er am Tag darauf in die Sammelstelle Große Hamburger Straße nach Berlin gebracht. Von dort wurde er am 19. November 1942 in das Ghetto Theresienstadt deportiert, wo er am 17. Februar 1943 starb. |
| Bild gesucht Die Wikipedia wünscht sich an dieser Stelle ein Bild vom hier behandelten Ort. Falls du dabei helfen möchtest, erklärt die Anleitung , wie das geht. BW                                                                        | Hier wohnte Henriette Rosenthal geb. Friede Alter unbekannt von Nazis überfallen tot an den Folgen                                                                    | Augustastraße 27      | 30. Apr. 2012 | Henriette Rosenthal war mit Salomon Rosenthal verheiratet und lebte mit ihm in der Augustastraße 27. Sie starb an den Folgen der Gewalt während der Novemberpogrome 1938. |
| | Hier wohnte und arbeitete Ernst Burchard Jg. 1885 deportiert 1943 Auschwitz ermordet 1943                                                                             | Glambecker Straße 41  | 30. Apr. 2012 | Ernst Burchard wurde am 24. Juni 1885 in Neubukow geboren. Er betrieb in der Glambecker Straße ein Textilgeschäft. 1933 zog er nach Waren/Müritz und siedelte 1939 nach Berlin über. Am 3. Februar 1943 wurde er in das Vernichtungslager Auschwitz deportiert und ermordet. Für Ernst Burchard wurde in Waren/Müritz ein sogenannter Denkstein verlegt. → Liste der Denksteine in Waren (Müritz) |
| | Hier wohnte und arbeitete Else Burchard geb. Bernhard Jg. 1898 deportiert 1941 Ghetto Glusk Region Lublin tot 27.4.1942                                               | Glambecker Straße 41  | 30. Apr. 2012 | Else Burchard wurde am 24. Dezember 1898 als Else Bernhard in Greifswald geboren. Am 12. Februar 1941 wurde sie über Stettin in das Ghetto Glusk deportiert, wo sie am 27. April 1942 starb. Im Mai 2013 wurde in der Kuhstraße 7 in Greifswald ein weiterer Stolperstein für Else Burchard verlegt. → Liste der Stolpersteine in Greifswald |
| | Hier wohnte Gerhard Burchard Jg. 1923 deportiert 1942 tot im Ghetto Warschau                                                                                          | Glambecker Straße 41  | 30. Apr. 2012 | Gerhard Burchard wurde am 11. Februar 1923 als Sohn von Ernst und Else Burchard in Neustrelitz geboren und lebte zuletzt in Beelitz. Am 14. April 1942 wurde er über Magdeburg in das Ghetto Warschau deportiert. |
| | Hier wohnte und arbeitete Dr.Dr.Bernhard Schwentner kath. Pfarrer Jg. 1891 kritische Äusserungen denunziert verhaftet 1943 hingerichtet 30.10.1944 Brandenburg-Görden | Strelitzer Straße 28a | 30. Apr. 2012 | Bernhard Schwentner wurde am 28. September 1891 in Schwerin geboren. Er war seit 1927 Pfarrer der katholischen Gemeinde in Neustrelitz. Nach kritischen Äußerungen über die Nationalsozialisten gegenüber einem Spitzel wurde er im Oktober 1943 denunziert, verhaftet und nach einem Jahr Haft zum Tode verurteilt. Er wurde am 30. Oktober 1944 im Zuchthaus Brandenburg-Görden hingerichtet. Seine anonym bestattete Urne wurde später ausfindig gemacht und nach Neustrelitz umgebettet. |
| | Hier wohnte und arbeitete Hans Litten Jg. 1887 1937 Zwangsverkauf des Besitzes deportiert 1943 Auschwitz ermordet 1943                                                | Strelitzer Straße 46  | 30. Apr. 2012 | Hans Litten wurde am 6. Dezember 1887 in Neustrelitz geboren. Er betrieb mit seiner Frau Martha, die er 1919 geheiratet hatte, ein Schuhgeschäft in der Strelitzer Straße 46. Nach Judenboykott und weiteren Repressalien wurde er 1937 zum Verkauf seines Geschäftes und Hauses gezwungen und das Paar verließ die Stadt nach Berlin, wo sie in Friedrichshain wohnten. Dort musste er Arbeit als Fahrstuhlführer in einer Fabrik verrichten. Er wurde am 27. Februar 1943 während der Fabrikaktion verhaftet und war in der Sammelstelle Kaserne Rathenower Straße in Berlin-Moabit inhaftiert, von dort wurde er am 1. März 1943 mit dem 31. Osttransport in das Vernichtungslager Auschwitz deportiert. Stolpersteine für das Ehepaar Litten wurden am 10. Juni 2009 auch in Berlin verlegt. |
| | Hier wohnte und arbeitete Martha Litten geb. Cohn Jg. 1887 deportiert 1943 Auschwitz ermordet 1943                                                                    | Strelitzer Straße 46  | 30. Apr. 2012 | Martha Litten wurde am 7. Juni 1887 als Martha Cohn in Mühlhausen (Ostpreußen) geboren. 1919 heiratete sie Hans Litten in Neustrelitz und bekam mit ihm 1920 die Tochter Ruth. Die Tochter konnte im März 1939 nach England emigrieren und überlebte so den Holocaust. Martha Litten musste ab Oktober 1941 Zwangsarbeit verrichten und wurde am 27. Februar 1943 vermutlich verhaftet, als sie auf der Suche nach ihrem Mann war, der von der Arbeit nicht heimkehrte. Am 4. März 1943 wurde sie in das Vernichtungslager Auschwitz deportiert. |
| | Hier wohnte Joseph Lewitsch Jg. 1892 ’Schutzhaft’ 1938 Gefängnis Strelitz-Alt entlassen 1939 überlebt                                                                 | Strelitzer Straße 50  | 4. Juni 2013  | Joseph Lewitsch wurde am 29. November 1892 in Bialystock geboren. Er war Schneidermeister in Neustrelitz. Zwischenzeitlich wurde er verhaftet und musste im Arbeitslager Tätigkeiten verrichten. Nur durch einen Zufall entging die Familie der Deportation. Joseph Lewitsch starb 1951 in Neustrelitz. |
| | Hier wohnte Nochim Uscherenko Jg. 1888 verhaftet 1941 Sachsenhausen ermordet Juli 1941                                                                                | Strelitzer Straße 55  | 30. Apr. 2012 | Nochim Uscherenko wurde am 1. Mai 1888 in Komarin bei Mogilew geboren. Er war Schneidermeister in Neustrelitz und lebte bis 1936 in der Strelitzer Straße. Die Töchter Toni und Helga emigrierten über Kasachstan in die USA und überlebten so den Holocaust. Seine Frau starb in Kasachstan. Nochim Uscherenko wurde am 23. Juni 1941 verhaftet und war im KZ Sachsenhausen inhaftiert, wo er im Juli 1941 starb. |
| Bild gesucht Die Wikipedia wünscht sich an dieser Stelle ein Bild vom Ort mit diesen Koordinaten 53.359974 13.06323 . Motiv: ein Stolperstein Tiergartenstraße 9 Falls du dabei helfen möchtest, erklärt die Anleitung , wie das geht. BW   | Hier wohnte Maria Weber geb. Klawiter Jg. 1889 eingewiesen Heilanstalt Domjüch ’verlegt’ 18.7.1941 Bernburg/Saale ermordet 18.7.1941 Aktion T4                        | Tiergartenstraße 9    | 4. Juni 2013  | Maria Weber wurde 1889 als Maria Klawiter geboren. Sie war mit Friedrich Weber, dem letzten Oberstaatsanwalt am Landgericht Neustrelitz vor 1933 verheiratet. Einige Zeit war sie Patientin in der Heil- und Pflegeanstalt Domjüch. Von dort wurde sie am 18. Juli 1941 in die Tötungsanstalt Bernburg deportiert und dort in der Aktion T4 ermordet. Wegen Bauarbeiten in der Tiergartenstraße wurde der Stolperstein zu einem späteren Zeitpunkt verlegt. |
| Bild gesucht Die Wikipedia wünscht sich an dieser Stelle ein Bild vom Ort mit diesen Koordinaten 53.363011 13.068387 . Motiv: ein Stolperstein Töpferberg 4 Falls du dabei helfen möchtest, erklärt die Anleitung , wie das geht. BW        | Hier wohnte Moses Max Rosenbaum Jg. 1892 ’Judenboykott’ 1933 gedemütigt/entrechtet tot 12.10.1934                                                                     | Töpferberg 4          | 4. Juni 2013  | Max Moses Rosenbaum wurde 1892 geboren. Er betrieb am Töpferberg 4 in Neustrelitz ein Bekleidungsgeschäft und hatte 1933 unter dem Judenboykott zu leiden. Er starb am 12. Oktober 1934 an Tuberkulose und wurde auf dem jüdischen Friedhof in Altstrelitz beigesetzt. Seine Frau Martha Rosenbaum und die beiden Kinder Regina und Louis zogen nach Berlin, wo Martha neu heiratete. Ihr zweiter Mann starb 1943 in einem Konzentrationslager. Der Sohn Louis emigrierte nach Palästina, Martha und Regina konnten nach Belgien emigrieren und in die Schweiz übersiedeln. Ab 1948 lebte die Familie zusammen in den USA. |
| Bild gesucht Die Wikipedia wünscht sich an dieser Stelle ein Bild vom Ort mit diesen Koordinaten 53.365998 13.057835 . Motiv: vier Stolpersteine Zierker Straße 15 Falls du dabei helfen möchtest, erklärt die Anleitung , wie das geht. BW | Hier wohnte Moritz Plewinski Jg. 1896 ’Schutzhaft’ 1938 Gefängnis Strelitz-Alt Flucht 1939 Argentinien überlebt                                                       | Zierker Straße 15     | 4. Juni 2013  | Moritz Plewinski wurde 1896 geboren. Er war Polsterer und Dekorateur in Neustrelitz. Die Wohnung und seine Werkstatt wurden beschlagnahmt, er selbst wurde während der Novemberpogrome 1938 verhaftet und war im Gefängnis Strelitz-Alt inhaftiert. Nach der Freilassung gelang der Familie im April 1939 die Flucht nach Argentinien. |
| Bild gesucht Die Wikipedia wünscht sich an dieser Stelle ein Bild vom hier behandelten Ort. Falls du dabei helfen möchtest, erklärt die Anleitung , wie das geht. BW                                                                        | Hier wohnte Gertrud Plewinski Jg. … ’Schutzhaft’ 1938 Gefängnis Strelitz-Alt Flucht 1939 Argentinien überlebt                                                         | Zierker Straße 15     | 4. Juni 2013  | Gertrud Plewinski wurde als Gertrud Uster geboren. Sie war mit Moritz Plewinski verheiratet und hatte zwei Kinder. Der Familie gelang im April 1939 die Flucht nach Argentinien. |
| Bild gesucht Die Wikipedia wünscht sich an dieser Stelle ein Bild vom hier behandelten Ort. Falls du dabei helfen möchtest, erklärt die Anleitung , wie das geht. BW                                                                        | Hier wohnte Heinz Plewinski Jg. 1921 ’Schutzhaft’ 1938 Gefängnis Strelitz-Alt Flucht 1939 Argentinien überlebt                                                        | Zierker Straße 15     | 4. Juni 2013  | Heinz Plewinski wurde am 14. August 1921 als Sohn von Moritz und Gertrud Plewinski in Neustrelitz geboren. Ihm gelang im April 1939 mit der Familie die Flucht nach Argentinien, wo er im Dezember 1992 starb. |
| Bild gesucht Die Wikipedia wünscht sich an dieser Stelle ein Bild vom hier behandelten Ort. Falls du dabei helfen möchtest, erklärt die Anleitung , wie das geht. BW                                                                        | Hier wohnte Ruth Plewinski Jg. 1924 Flucht 1939 Argentinien überlebt                                                                                                  | Zierker Straße 15     | 4. Juni 2013  | Ruth Plewinski wurde am 22. September 1924 als Tochter von Moritz und Gertrud Plewinski in Neustrelitz geboren. Ihr gelang im April 1939 mit der Familie die Flucht nach Argentinien. Ruth Deutsch besuchte erstmals 2003 wieder ihre Geburtsstadt Neustrelitz. Sie lebt seit ca. 1999 im Hogar Adolfo Hirsch in San Miguel, einem 1940 gegründeten Seniorenheim für deutschsprachige und jüdische Immigranten. |
| Bild gesucht Die Wikipedia wünscht sich an dieser Stelle ein Bild vom Ort mit diesen Koordinaten 53.364957 13.059336 . Motiv: ein Stolperstein Zierker Straße 56 Falls du dabei helfen möchtest, erklärt die Anleitung , wie das geht. BW   | Hier wohnte Erna Landau geb. Shenker Jg. 1887 ’Schutzhaft’ 1938 Gefängnis Strelitz-Alt deportiert 1942 ermordet in Auschwitz                                          | Zierker Straße 56     | 4. Juni 2013  | Erna Landau wurde am 20. Juli 1887 als Erna Shenker in Dombrowa geboren. Am 10. November 1938 war sie im Zuchthaus Strelitz-Alt inhaftiert und lebte danach in Berlin. 1943 wurde sie in das Vernichtungslager Auschwitz deportiert und ermordet. |

## Verlegungen
- Am 30. April 2012 wurden neun Stolpersteine an fünf Adressen verlegt.[3]
- Am 4. Juni 2013 wurden acht Stolpersteine an fünf Adressen verlegt.[16]